# Cañón de campaña Tipo 38 75 mm
El Tipo 38 75 mm (三八式野砲 Sanhachi-shiki yahō?) era un cañón de campaña de diseño alemán que fue comprado por el Ejército Imperial Japonés en 1905 y fue su cañón de campaña estándar al final de la guerra ruso-japonesa. Su designación indica que entró en servicio en el trigésimo octavo año de reinado del emperador Meiji.

## Historia y desarrollo

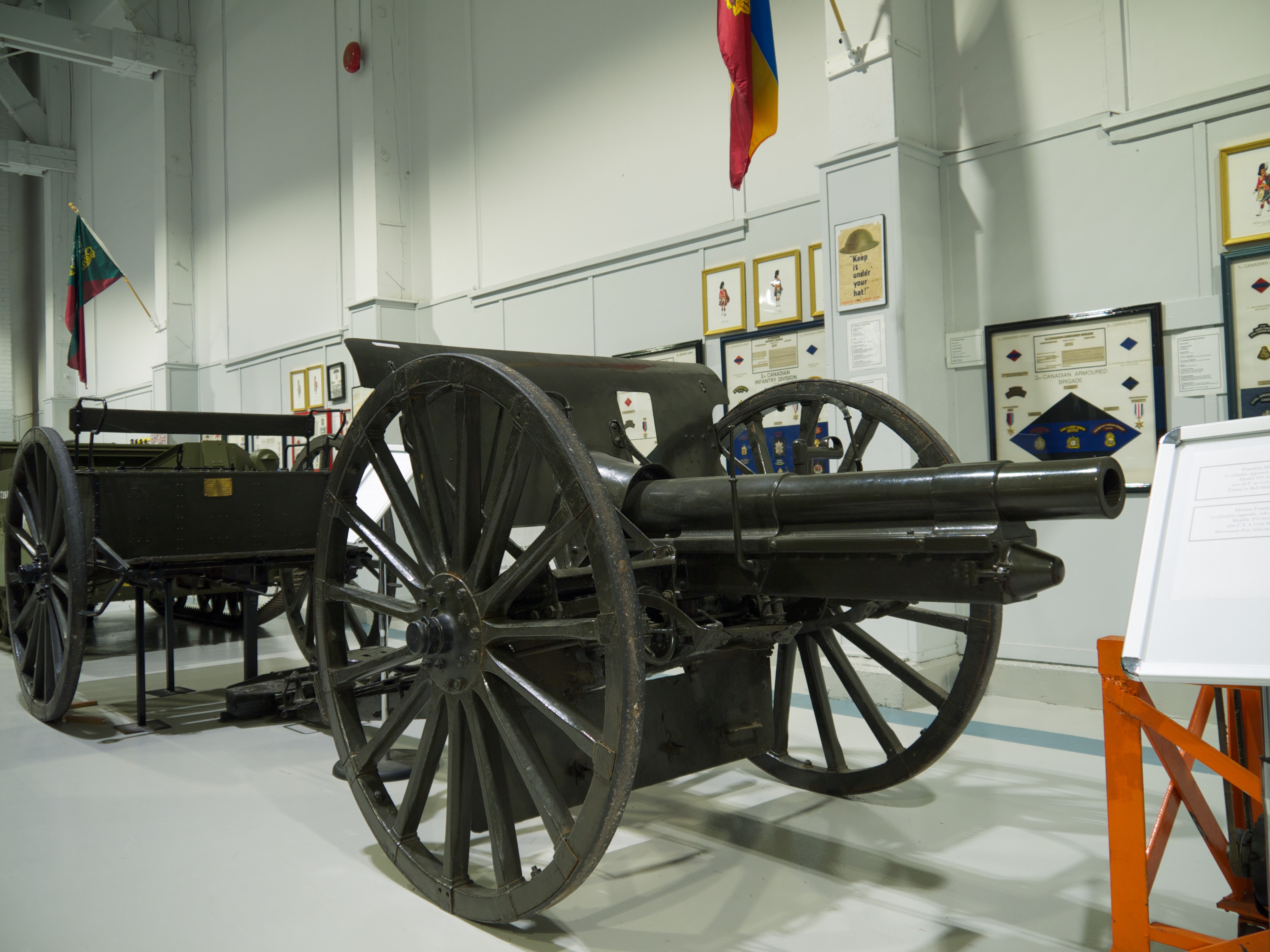
El Tipo 38 75 mm del Museo militar de la Base Borden.

A pesar de que Japón tenía una amplia experiencia artillera, como lo demuestra el resultado de su guerra con Rusia en 1904-1905, además de la tecnología y la infraestructura industrial para construir cañones navales de calibres medios y grandes antes de la Primera Guerra Mundial, los estrategas de la Oficina del Estado Mayor del Ejército Imperial Japonés apelaron a la empresa alemana Krupp para obtener los más recientes avances en diseño de artillería. Se importaron unos cuantos ejemplares del Krupp Modelo 1903 7,5 cm y finalmente más de 2.000 unidades, designadas Tipo 38, fueron producidas bajo licencia en el Arsenal de Osaka.
El Tipo 38 75 mm original tenía un cierre cónico con roscado interrumpido, un armón de caja que limitaba la elevación del cañón a solo 16°30'. Además, no tenía equilibradores porque los muñones estaban en el centro de equilibrio de la caña del cañón. Todas estas desventajas fueron remediadas con un rediseño llevado a cabo después de la Primera Guerra Mundial.
Después de la Primera Guerra Mundial, estos cañones fueron considerados obsoletos. Sin embargo, para aquel entonces la capacidad industrial japonesa había mejorado y el Tipo 38 75 mm fue rediseñado para mejorar su cureña, con sus correspondientes incrementos de elevación, alcance y cadencia de disparo a 10-12 disparos/minuto.

## Diseño
El Tipo 38 75 mm tenía un diseño convencional para su época, con asientos para los artilleros en el escudo protector y una cola maciza. Tenía un sistema de retroceso con amortiguador hidráulico y resorte, cierre con roscado interrumpido y escudo protector con un espesor de 1/16 de pulgada.

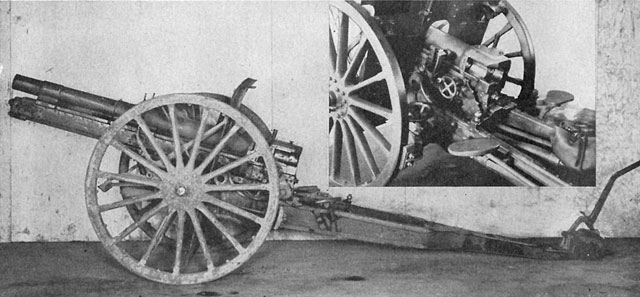
Perfil del Tipo 38 75 mm mejorado, con acercamiento del cierre deslizante.

Entre 1926 y 1935, varios cañones Tipo 38 75 mm fueron modificados en el Arsenal de Osaka. Se les reubicaron los muñones y se les añadió equilibradores para compensar el peso de la boca. Se les instaló una cola perforada que permitía elevar el cañón hasta 43°. La nueva versión fue designada Tipo 38 75 mm mejorado. Se produjeron alrededor de 400 unidades y no está del todo claro cuantos Tipo 38 75 mm fueron mejorados al nuevo estándar. Sin embargo, ambos modelos todavía estaban en servicio al inicio de la Segunda Guerra Mundial, a pesar de los esfuerzos por reemplazarlos con el Tipo 90 75 mm.
El Tipo 38 75 mm mejorado disparaba obuses de alto poder explosivo, antiblindaje, shrapnel, incendiarios, fumígenos, de iluminación y de gas.
Durante la Segunda Guerra Mundial se desarrollaron obuses de carga hueca para el Tipo 38 75 mm, sin embargo, no está del todo claro sin el obús HEAT entró en servicio antes del final de la guerra.

## Historial de combate
A pesar de su obsolescencia, el Tipo 38 75 mm fue empleado en los frentes de la segunda guerra sino-japonesa, las guerras fronterizas soviético-japonesas y el Pacífico.